# Баварский словарь
Баварский словарь (нем. Bayerisches Wörterbuch) — крупный диалектологический словарь баварских диалектов, проект которого принадлежит Баварской академии наук. Словарь представляет собой сборник современного лексического фонда (баварских) диалектов Баварии и исторических диалектизмов, восходящих к языку древних баварцев и древне- и средневерхненемецкого периода. В основе исследований лежат первые монументальные труды Шмеллера и Массманна, посвящённые лексике баварского диалекта, и считающиеся первыми крупными исследованиями в данной области.
Комиссия по диалектологии была основана в 1911 году при академии в Мюнхене, к работе которой присоединилась Венская академия наук. В 1913-1933 годы были проведены анкетные исследования, которые из-за войны были прерваны. Вновь работа закипела в 1946 году под руководством Отто Базлера. В 1961 Вена и Мюнхен продолжили работу раздельно, каждый над своим словарём. Венский проект был ориентирован на баварские диалекты в Австрии. В 1980-е были проведены новые опросы, а в 1995 словарь начал издаваться. Полное завершение работы над словарём планируется к 2070 году, когда будут готовы все десять томов.
Словарная картотека на данный момент насчитывает три миллиона выписок из литературы и собраний анкет.